# Joannis de Suhigaraychipy
Joannis de Suhigaraychipy, dit Coursic, dit Croisic, né vers 1643 à Hendaye et mort au large de Terre-Neuve le 10 septembre 1694, est un marin et corsaire français ayant servi sous Louis XIV.

## Biographie

### Un capitaine de baleinier devenu corsaire
Avant de devenir le corsaire le plus célèbre du Labourd, Joannis de Suhigaraychipy débuta comme marin à Hendaye, à la suite de son père, à bord de baleiniers partant pêcher dans l'Atlantique Nord. Entre 1682 et 1690, il commanda plusieurs navires croisant en mer de Norvège : le Saint-Martin de Bayonne ; le Saint-Michel de  Socoa ; le Saint-Pierre de Bayonne ; le Saint-Louis de Brest. Dans le contexte de la guerre de la Ligue d'Augsbourg, les navires effectuant des pêches lointaines avaient reçu l'autorisation royale d'être armés avec des canons et de capturer des bâtiments ennemis, civils ou militaires. La capitaine Suhigaraychipy commença donc à multiplier les prises. Mais c'est à partir de mars 1690 qu'il reçoit pour la première fois le commandement d'un navire corsaire, autorisé par le roi à défendre les côtes du royaume et à courir sur les navires ennemis : le Saint-Laurent-de-Gramont, nommé ainsi d'après son principal armateur, le duc Antoine-Charles de Gramont, pair de France, conjointement avec Claude-Louis de Laboulaye, commissaire ordinaire de la Marine à Bayonne. Il continua, un mois plus tard, sur le Saint-Jean-de-Gramont. C'est durant cette période qu'il commence à être surnommé Coursic ou Croisic. Le gouverneur de Bayonne de l'époque, le duc de Gramont, fut l'un des nombreux armateurs de plusieurs des navires dont il reçut le commandement, dont la frégate « La Légère » (24 canons) avec laquelle il réalisa ses courses les plus fructueuses, à partir de 1690.

### Principaux faits d'armes

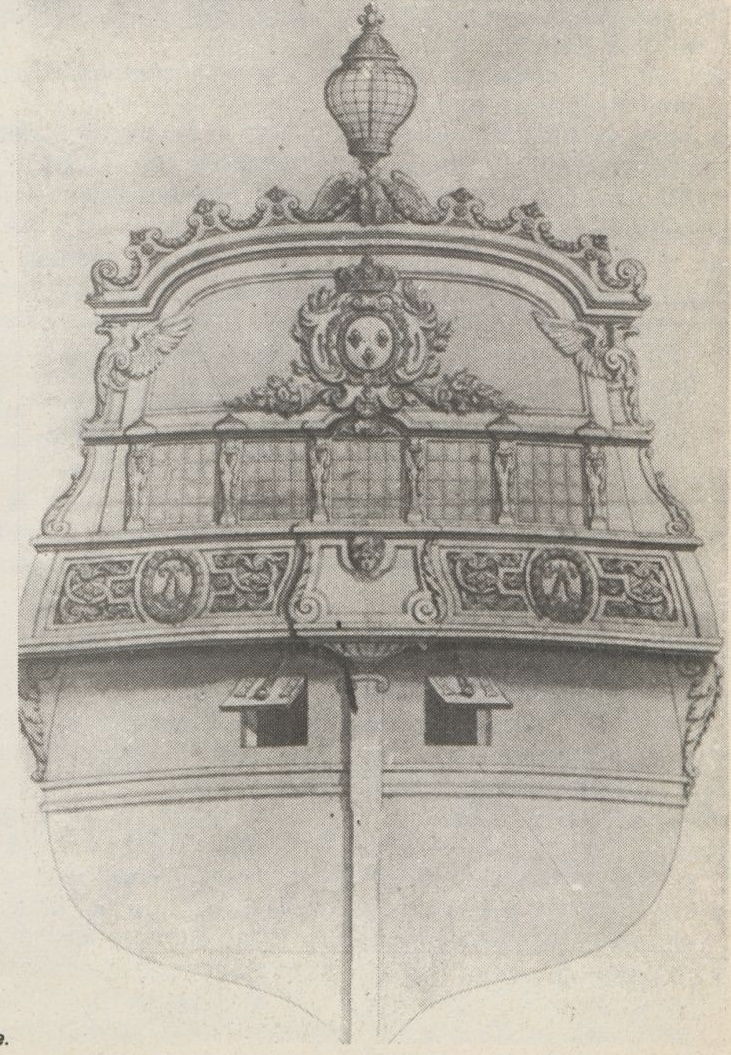
Le petit vaisseau l’Aigle que commande de Coursic en 1693-1694 et sur lequel il trouve la mort.

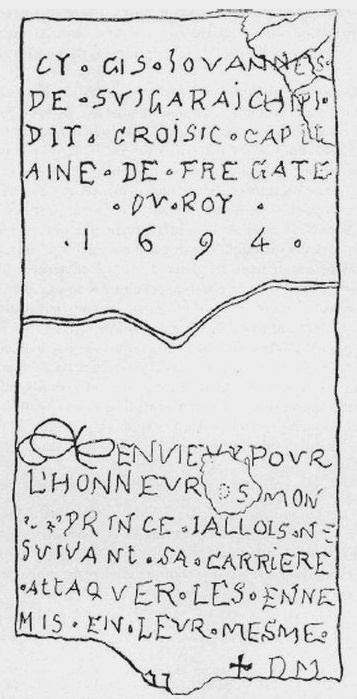
Dessin de la pierre tombale de Joannis de Suhigaraychipy à Plaisance (Terre-Neuve).

- Septembre 1689 : prise du Saint-Antoine-de-Padoue de Saint-Jean-de-Luz revenant de Terre-Neuve et transportant un chargement de morue, pensant probablement qu'il appartenait à des armateurs espagnols. Il demande au Conseil d'État de pouvoir revendre un quart du navire[8].
- Septembre 1691 : capture d'une flûte hollandaise, malgré une importante escorte[4].
- Octobre 1691 : il capture un Espagnol de qualité, nommé le marquis de Tabernica de los Valles. À la même période, il attaque un village espagnol lui refusant des vivres, et le pille[4].
- Février 1692 : commandant la frégate La Légère à hauteur de Santoña, il attaque et capture un vaisseau hollandais de 36 canons et 100 hommes d'équipage qui était chargé de cordages, de voiles, de mâts, poudres et munitions destinés à la construction du futur navire amiral de la flotte d'Espagne[9]. Il est blessé à l'épaule[4].
- Mars 1692 : sortant de l'embouchure de l'Adour, il est attaqué par un vaisseau anglais, la Princesse, de 64 canons et 120 hommes d'équipage. Il riposte et remporte la victoire après sept heures de combat naval, sous les yeux de la population bayonnaise massée à Boucau. La cargaison du navire anglais, composée de munitions, devait être acheminée à Rochefort[10]. Cette prise lui valut de recevoir de la part du roi un brevet de capitaine de frégate légère[11].
- Mai 1692, au commandement de la Légère et en compagnie de Pernauton de Bereau, commandant la Fidèle, il reprend deux vaisseaux français nommés la Ste Anne et le St Pierre[12].
- Septembre 1692 : au commandement de la Légère et en compagnie d'Antoine d'Urtubie, commandant l’Aigle, il capture le Lion Retably, du port de Flessingue[12].
- Décembre 1692 : il prend le commandement du vaisseau du Roi nommé le Mignon[12].
- Mars 1693 : au commandement du Mignon, il capture le Patriarche Abraham, du port de Dantzig. Et en compagnie de Louis de Harismendy, commandant l’Aigle, il capture le Clare de pierre, du port de Dantzig[12].
- Avril 1693 : ayant chassé des navires français, par erreur, il est interdit de commandement sur les navires du Roi. Il reprend donc le commandement de la Légère et capture le St Jean Baptiste portant pavillon portugais[12].
- Mai 1693 : toujours au commandement de la Légère, il capture le Succès, du port de Barnstable[12].
- Juin 1693 : il est finalement pardonné pour son erreur du mois d'avril dernier et reçoit la permission de commander et armer en guerre la frégate du Roi nommée l’Aigle[12].
- Août 1693 : il participe à une expédition commandée par Antoine d'Arcy de la Varenne au Spitzberg. Commandant de l’Aigle, navire du Roi, et accompagné de Louis de Harismendy qui commande le Favory, malgré l'infériorité numérique, il détruit ou capture de nombreux bateaux de pêche hollandais dans l'actuelle baie de Sorgfjorden[13] (Baie aux Ours[14]).
- Octobre 1693 : de retour du Groenland, toujours au commandement de l’Aigle et en compagnie de Harismendy, commandant le Favory, il capture la Notre Dame des Carmes du port de Gennes[12].
- Janvier 1694 : au commandement de l’Aigle, il reprend la barque française nommée le Saint Bernard[12].
- Février 1694 : au commandement de l’Aigle, il capture la Notre Dame du Rosaire[12].
- Avril 1694 : il reçoit l'ordre de commander la frégate nommée l’Aigle que le Roi fait armer en course à Bayonne[12].
- Juin 1694, au commandement de la frégate du Roi nommée l’Aigle, il fait partie de l'escadre du capitaine Saint Clair qui a pour mission d'interrompre le commerce de la pêche à la morue sur le Grand Banc de Terre-Neuve[12].
- En septembre 1694, l'escadre de Saint Clair attaque les Anglais dans la baie du Forillon (Ferryland) sur la côte est de Terre-Neuve. Ce fut un fiasco pour les Français. L’Aigle s'échoue, Coursic est blessé à mort, les marins de l'Aigle ne répondent plus aux ordres du Capitaine Duvignau remplaçant Coursic. Finalement, après huit heures de combat, l’Aigle est remis à flot et remorqué par le Favory, l'ensemble de l'escadre rejoint son port d'attache à Plaisance (Terre-Neuve)[12].

## Sépulture
Mort sur son navire, sans qu'on en connaisse la cause avec certitude, alors qu'il protégeait un convoi de bateaux de pêche français au large de Terre-Neuve, il fut enterré à Plaisance, alors capitale française de la colonie. Une stèle discoïdale, disparue aujourd'hui y a été érigée, avec l'inscription suivante : 

« Ci-gît Jouannes de Suhigaraychipi dit Croisic, capitaine de frégate du roi, 1694. Envieux pour l’honneur de mon Sir le Prince, il allois, en suivant sa carrière, attaquer les ennemis en leur mesme [repaire]. »

— Révérend Howley , Les anciennes tombes basques à Placentia 

## Hommages
- Une rue de Bayonne porte son nom (rue de Coursic)[18].
- Une rue Coursic se situe à Saint-Jean-de-Luz[19].
- A Hendaye, la place du Vieux-Port a été rebaptisée place Joannis de Suhigaraychipy en 2024[20],[21].